# SN 2002bj
SN 2002bj是2002年2月28日杰克·牛顿（Jack Newton）利用美国利克天文台的卡兹曼自动成像望远镜发现的超新星，位于天兔座的星系NGC 1821。
SN 2002bj在发现时的视星等为14.7，最初被分类为II型超新星。但在2008年，多维·波兹南斯基（Dovi Poznanski）却发现其光谱类型更像是Ia超新星。而进一步的研究发现SN 2002bj爆发时产生的能量低于典型超新星的能量，其亮度的演化速度也比典型超新星快，仅持续20天就看不到，而非通常的那样可以观察数个月。
波兹南斯基等人组成的研究小组对SN 2002bj的光谱分析发现它不含有氢，但却含有大量的氦，可能还存在有钒，这在过往的超新星光谱中从来没有被发现过。他们因此得出结论认为SN 2002bj可能是一种罕见的超新星类型，其爆发源自一个双白矮星系统，其中一颗白矮星向另外一颗白矮星输送氦，当氦积累到一定程度时引发剧烈的热核爆炸，形成一颗快速变化的热核超新星，其亮度通常只有Ia超新星的1/10，但仍释放的能量比新星大1000倍。